# Franklinville (village, New York)
Ne doit pas être confondu avec Franklinville (New York).
Pour les articles homonymes, voir Franklinville (homonymie).
Franklinville est un village situé dans le comté de Cattaraugus, dans l'État de New York, aux États-Unis,. En 2020, il comptait une population de 1 652 habitants.

## Démographie
Lors du recensement de 2020, le village comptait une population de 1 652 habitants.